# 莱梅
莱梅（法語：Les Mées，法語發音：[le me] 或 [le mɛs]）是法國上普罗旺斯阿尔卑斯省的市镇，位於該國東南部，属于迪涅莱班区。

## 地理
莱梅（44°1'46"N, 5°58'35"E）面积65.4 平方千米，位于法国普罗旺斯-阿尔卑斯-蓝色海岸大区上普罗旺斯阿尔卑斯省，该省份为法国东南部内陆省份，北起上阿尔卑斯省，西接沃克吕兹省，西北接德龙省，南至瓦尔省，东临滨海阿尔卑斯省，东北部与意大利接壤。
与莱梅接壤的市镇（或旧市镇、城区）包括：勒卡斯泰莱、阿尔努堡-圣欧邦、莱斯卡勒、加纳戈比、吕尔、马利热、蒙福尔、奥赖松、佩吕、皮米歇尔。
莱梅的时区为UTC+01:00、UTC+02:00（夏令时）。

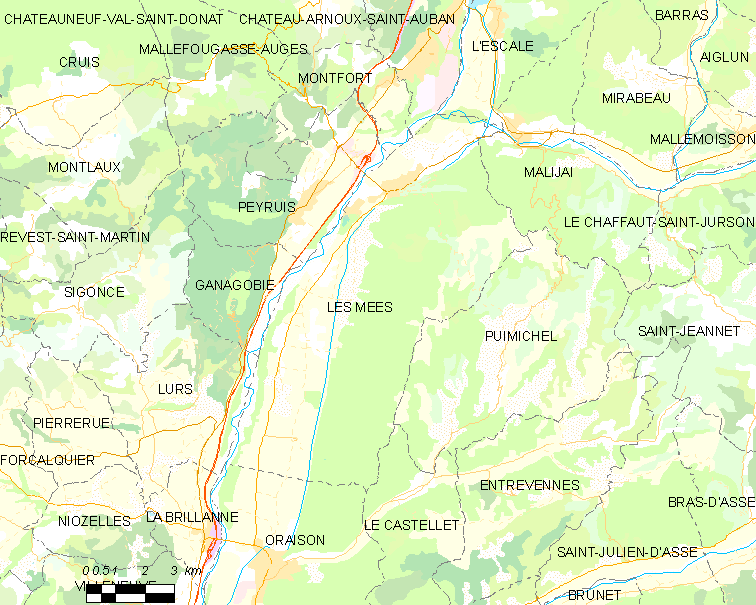
莱梅的OSM定位图

## 行政
莱梅的邮政编码为04190，INSEE市镇编码为04116。

## 政治
莱梅所属的省级选区为奥赖松县。

## 人口

1962-2008年间莱梅人口变化图示

莱梅于2022年1月1日时的人口数量为3992人。

## 外部連結
- INSEE （页面存档备份，存于）